# Stazione di Gorgo al Monticano

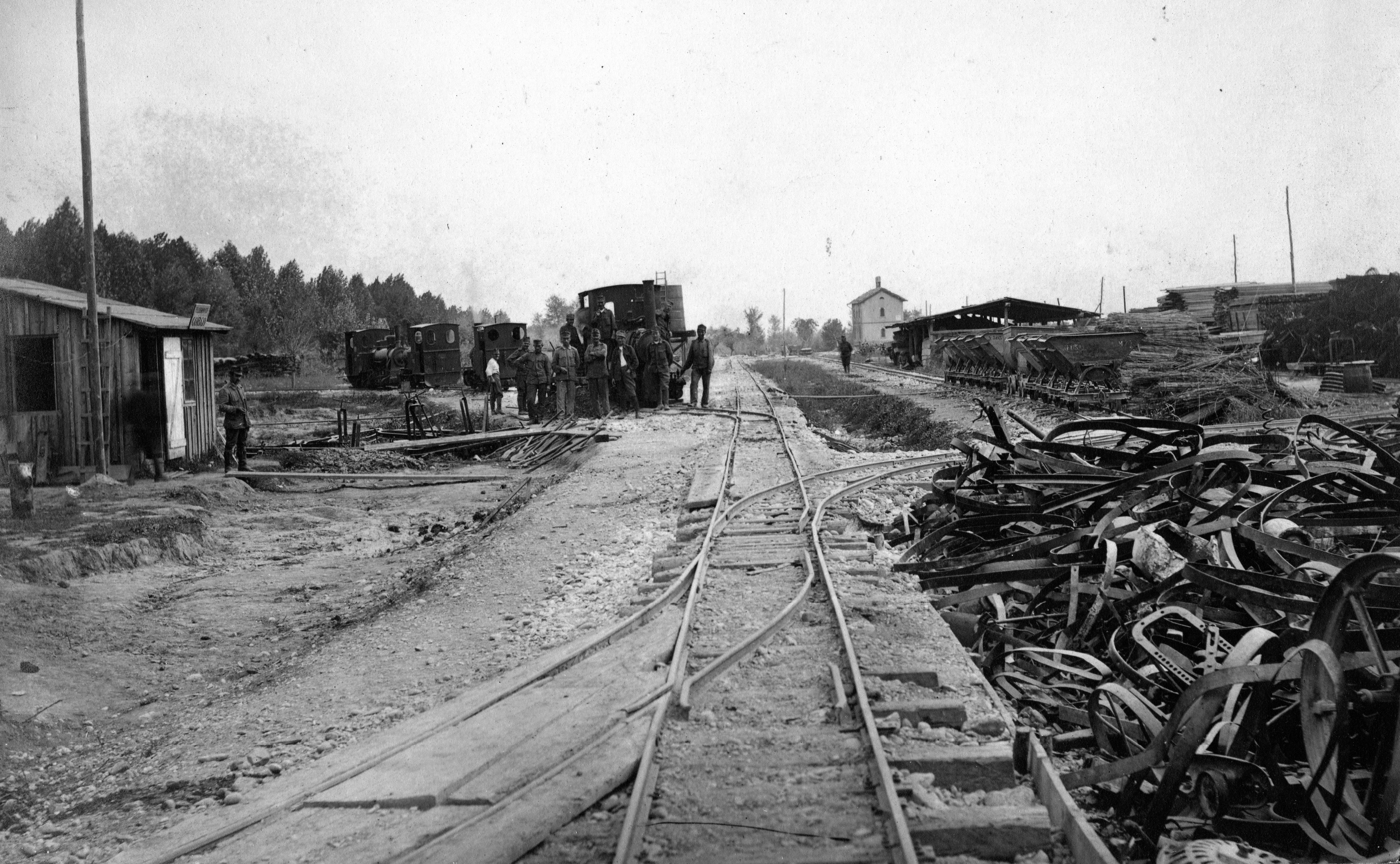
Olaszország, Gorgo al Monticano vasútállomás, 1916

Stazione di Gorgo al Monticano vasútállomás Olaszországban, Veneto régióban, Gorgo al Monticano településen.

## Vasútvonalak
Az állomást az alábbi vasútvonalak érintik:
- Treviso-Portogruaro-vasútvonal

## Kapcsolódó állomások
A vasútállomáshoz az alábbi állomások vannak a legközelebb: 
- Stazione di Oderzo
- Stazione di Motta di Livenza